# Хованский, Николай Николаевич
Князь Николай Николаевич Хованский (1 (12) декабря 1777 — 20 ноября (2 декабря) 1837) — русский командир эпохи наполеоновских войн, генерал от инфантерии (1828), белорусский генерал-губернатор (1823—1836), калужский генерал-губернатор (1823—1831).

## Биография
Из старинного княжеского рода, ведущего начало от великого князя литовского Гедимина; внук елизаветинского придворного князя Василия Хованского. Брат Александр — сенатор, сестра Екатерина — жена сенатора Ю. А. Нелединского-Мелецкого.
Получил домашнее образование. Ещё в младенчестве был зачислен в Преображенский лейб-гвардии полк и 1 января 1793 года Хованский в чине поручика был выпущен в войска.

Сражался с французами в войнах третьей и четвёртой коалиций. В баталии при Прейсиш-Эйлау заменил раненого командира полка и был 26 апреля 1807 года отмечен орденом Святого Георгия 4-го класса 
В воздаяние отличного мужества и храбрости, оказанных в сражениях против французских войск, при Прейсиш-Эйлау, где подавал пример своим подчиненным, находясь впереди колонны.
27 июня 1807 года Хованский был утверждён на должность шефа Днепровского мушкетерского полка.
С 1810 года со своим полком сражался с турками и получил Крест «За взятие Базарджика».
После вторжения Наполеона в пределы Российской империи Хованский принял участие во множестве боев Отечественной войны 1812 года.

После изгнания врага с родной земли Хованский принял участие в заграничном походе русской армии, где отличился в битве народов, отбив у неприятеля деревню Гольцгаузен, захватив два орудия и взяв приступом Гримское предместье и множество пленных. 14 октября 1814 года был награждён орденом Святого Георгия 3-го класса № 381 
В ознаменование отличной храбрости, оказанной в сражении против французских войск 6 и 7 октября 1813 года при Лейпциге.

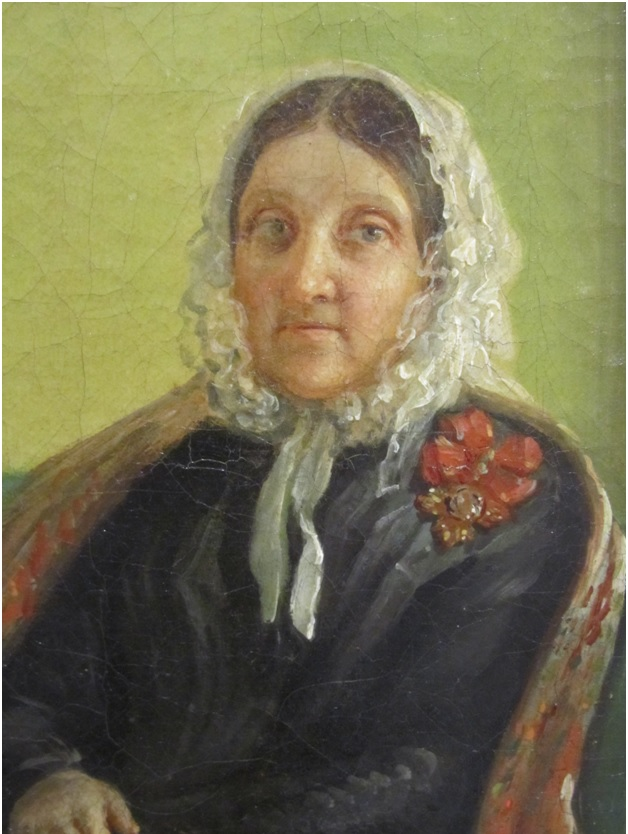
Вильгельмина Ивановна

30 августа 1814 года Н. Н. Хованский был произведён в чин генерал-лейтенанта. После войны командовал 23-й пехотной дивизией русской императорской армии.
В середине 1810-х годов был членом петербургской масонской ложи «Соединенных друзей», к 1821 году числился членом виленской ложи «Усердного литвина».
С 1821 года состоял в Сенате, а два года спустя был назначен генерал-губернатором Витебской, Могилевской и Смоленской губерний (см. Велижское дело). 25 августа 1828 года произведён в генералы от инфантерии. С 30 сентября 1836 года член Государственного совета.
По отзыву современников, князь Хованский был «человек не без достоинств, но имел такой тяжелый нрав и так горячился в картах, что многие от него бегали». С некоторым образованием, заключавшимся наиболее в знании многих языков, он был всегда пустейшим человеком в мире, почти безумным, преданным всяким распутствам и пьянству. И такой человек более десяти лет управлял тремя губерниями. Рассуждая по эту тему, князь Кочубей, изъявлял удивление и называл Хованского сумасбродом, а Киселёв находил его не очень толковитым человеком.
Жена — Вильгельмина Ивановна фон Липгарт (1781—1839), из остзейского дворянского рода, «напротив, была очень кроткая женщина». 12 декабря 1817 года за заслуги мужа была пожалована в кавалерственные дамы ордена Св. Екатерины 2-й степени. Детей в браке не было.
Князь Николай Николаевич Хованский умер 20 ноября 1837 года и был с почестями похоронен на Тихвинском кладбище Александро-Невской лавры города Санкт-Петербурга.